# Seizième circonscription de la préfecture de Saitama
La seizième circonscription de la préfecture de Saitama (埼玉県第16区, Saitama-ken dai-jūroku-ku) est l'une des seize circonscriptions législatives que compte la préfecture de Saitama au Japon.

## Description géographique
La seizième circonscription de la préfecture de Saitama comprend l'arrondissement d'Iwatsuki de la ville de Saitama, la totalité des villes de Kasukabe et Yoshikawa ainsi qu'une partie du district de Kita-Katsushika correspondant au bourg de Matsubushi.

## Députés
| Législature | Début de mandat | Fin de mandat | Député élu       | Parti politique | Parti politique |
| ----------- | --------------- | ------------- | ---------------- | --------------- | --------------- |
| 50e         | 2024            | -             | Shinako Tsuchiya |                 | PLD             |

## Résultats électoraux
| Parti | Parti                          | Candidat         | Vote   | Vote |
| Parti | Parti                          | Candidat         | Voix   | %    |
| ----- | ------------------------------ | ---------------- | ------ | ---- |
|       | Parti libéral-démocrate        | Shinako Tsuchiya | 66 909 | 38,5 |
|       | Parti libéral-démocrate        | Sōta Misumi (ja) | 64 244 | 36,9 |
|       | Parti japonais de l'innovation | Rika Nakamura    | 30 027 | 17,3 |
|       | Parti communiste japonais      | Ken Nagahori     | 12 691 | 7,3  |